# Locronan
 Locronan  (en bretón Lokorn) es una población y comuna francesa, situada en la región de Bretaña, departamento de Finisterre, en el distrito de Châteaulin y cantón de Châteaulin.

## Demografía
| 715 | 672 | 686 | 704 | 796 | 799 |
| Para los censos de 1962 a 1999 la población legal corresponde a la población sin duplicidades (Fuente: INSEE [Consultar]) |     |     |     |     |     |

## Historia
Foco religioso de origen celta, Locronan levantó su centro histórico de mansiones de granito azulado y la torre cuadrada de su iglesia, gruesa y solitaria torre de homenaje, bien abrigada contra el flanco de la montaña. Sitio esencialmente sagrado y, en los siglos XV a XVII, centro comercial de gran importancia: capital de la producción de lona para velamen en Bretaña, la edad de oro de este, hoy, importante centro del turismo bretón, favorito de los cineastas, que no ha olvidado su doble vocación ancestral.
El conjunto formado por las hermosas mansiones de la Grand Place enmarca la iglesia del priorato, testigo de la historia de esta ciudad. Importante centro sagrado de un nemetón celta, cristianizado en el siglo VII por San Román, este lugar fue inicialmente el centro del palacio, al pie de la montaña.
Seguramente arruinado por los normandos, el hábitat se desplaza a partir del siglo X al lugar de la ermita de Ronán. La devoción de los condes de Cornualles y luego de los duques de Bretaña por San Román, lleva a la edificación de una primera iglesia románica, posteriormente a la creación de un priorato benedictino y, finalmente, a la construcción de la iglesia del priorato en el siglo XV, considerada una joya del gótico flamígero.
Exenta, por autoridad del duque, de diversos impuestos, Locronan se convirtió en centro de una importante manufactura de tejido de lonas de cáñamo para la navegación. Las casas de la plaza son testigos de esta industria: Oficina de las Lonas, sede de la Compañía de las Indias y mansiones de comerciantes, notarios, inspectores del Rey, oficiales, etc.
Detenida en el tiempo
Para conservar la autenticidad del centro histórico, se ha prohibido la circulación de coches y los carteles de las tiendas son de tipo tradicional. Destacan las panaderías-pastelerías que preparan deliciosos kouing-Amann.
Un escenario único
Actividades paganas también ponen de relieve la belleza intacta de la ciudadela. Muchos cineastas franceses y hasta Roman Polanski en su Tess han sacado partido de este marco incomparable sin cables eléctricos, ni antenas, ni semáforos.

## La etiqueta "Pueblo más Bello de Francia"
El importante patrimonio arquitectónico de Locronan, conservado desde muy temprano, ha permitido que el pueblo sea miembro de la red Petites Cités de Caractère (pequeñas ciudades con carácter). Locronan ha sido recompensado con el distintivo: Pueblos más Bellos de Francia (Les plus beaux villages de France), concedido por una asociación independiente a las localidades de menos de 2.000 habitantes que poseen un rico patrimonio cultural y arquitectónico. Alrededor de la iglesia, las cubiertas de pizarra son verdaderas obras de arte. De su época de esplendor, el pueblo conserva su plaza mayor pavimentada con pozo en el centro, la gran iglesia de San Román y sus mansiones renacentistas en granito y pizarra.